# Église Nouvelle Vie
L'église Nouvelle Vie est une megachurch chrétienne évangélique pentecôtiste multisite basée à Longueuil, Québec, au Canada. En 2011, elle comptait une assistance hebdomadaire de 4 000 personnes. Elle est affiliée à l’Association chrétienne pour la Francophonie.  Son pasteur principal est  Claude Houde.

## Histoire

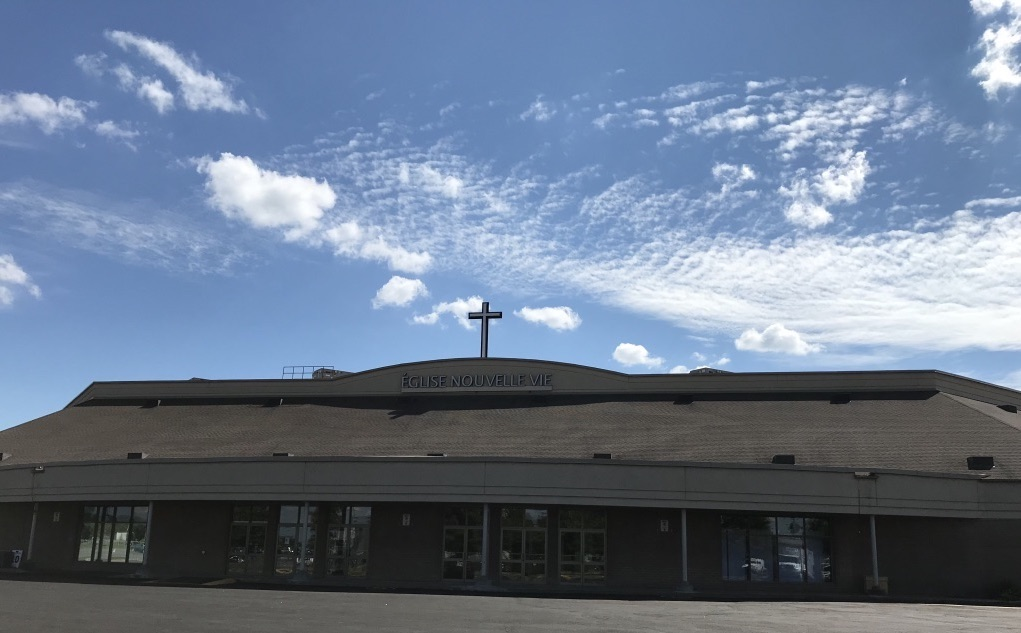
Bâtiment de l’Église Nouvelle Vie Longueuil.

L’église est fondée en 1993 à Longueuil, au Canada, 
avec 50 croyants et le pasteur  Claude Houde , ,
,.
En 1998, à la suite d'un verglas massif ayant occasionné un froid intense et des coupures du courant de plus d’un mois, l’église ouvre ses portes pour loger 500 sans-abris pendant trois semaines,. Elle est reconnue d’utilité publique par la mairie.
En 2001, elle a fait la dédicace d’un nouveau bâtiment comprenant un auditorium de 2,400 places, le plus grand dans la francophonie du Canada .
En 2003, l’église quitte les Assemblées de la Pentecôte du Canada.
En 2005, elle fonde l'Institut de Théologie pour la Francophonie, près des locaux de Nouvelle Vie,.
En 2006, l'église accueille plus de 3 000 personnes par semaine.
En 2007, l’église fonde l’Association chrétienne pour la Francophonie, un regroupement d'églises chrétiennes évangéliques ,
. 
En 2010, Impact, un groupe de musique est formé dans le département jeunesse de l’église.  Le groupe a eu des échos internationaux, jusqu’en Europe, où il effectue régulièrement des tournées.
En 2011, elle disait compter une assistance hebdomadaire de 4 000 personnes .
En 2024, elle avait ouvert 8 campus dans différentes villes du Québec.

## Organisation
L'église est gérée par un conseil d'administration avec à sa tête le pasteur Claude Houde ainsi que trois autres « officiers de la corporation » permanents. On y retrouve aussi des membres élus portant le titre de diacre. Il est possible d'être membre de l'église, quoique cela ne soit pas nécessaire pour assister aux rencontres. L'adhésion n'occasionne aucun traitement de faveur mais permet simplement d'y effectuer du bénévolat et de se prononcer lorsque l'admission de nouveaux pasteurs et le budget sont votés lors d'une assemblée annuelle.
En 2006, l’église employait 29 personnes à temps plein et son pasteur le mieux payé gagnait plus de 80 000$.
Elle est également impliquée dans l'Institut de Théologie pour la Francophonie dont le conseil d'administration est dirigé par le pasteur principal de Nouvelle Vie.

## Croyances
L’Église est membre de l’Association chrétienne pour la Francophonie, membre de l’Association mondiale des Assemblées de Dieu ,.
L’église enseigne la dîme, mais n'en fait pas une obligation.

## Action Nouvelle Vie
L’église a fondé Action Nouvelle Vie en 1993, une organisation humanitaire qui vient en aide aux démunis. Elle compte une banque alimentaire, une friperie et des programmes d’aide pour les femmes enceintes ,. Elle possède son propre conseil d'administration et est, par le fait même, un organisme indépendant de l'église.  En 2015, elle a fondé le 2159, un centre pour jeunes qui vise à développer l’autonomie et prévenir l'itinérance et la délinquance.

## Nueva vida
L’église Nouvelle vie offre également un service hebdomadaire en espagnol (Nueva Vida) ,.